# Terremoto dell'Irpinia del 1517
Il terremoto dell'Irpinia del 1517 è stato un evento sismico di magnitudo 5.4 che colpì l'Irpinia la sera del 29 marzo, intorno alle ore 19:00, con epicentro nell'alta valle dell'Ufita, fra le alture della Baronia e l'altipiano del Formicoso, sull'Appennino campano. A quell'epoca i territori colpiti dal sisma erano compresi nel Principato Ultra del Regno di Napoli, mentre in epoca contemporanea appartengono alla provincia di Avellino e al distretto sismico dell'Irpinia. Il numero complessivo delle vittime è ignoto; si sa però che nella sola cittadina di Conza (ove l'intensità del sisma raggiunse l'VIII-IX grado della scala Mercalli) vi furono 26 morti.
L'area colpita dal terremoto si estendeva quantomeno a tutto il settore centro-orientale dell'Irpinia poiché è certo che vi furono danni anche ad Ariano ove la basilica cattedrale dovette essere restaurata. La durata dell'evento sismico fu stimata in un miserere (circa un minuto).
Il sisma fu risentito sensibilmente anche a Napoli, capitale del Regno, ove però non si registrarono danni.